# Неокатехуменат

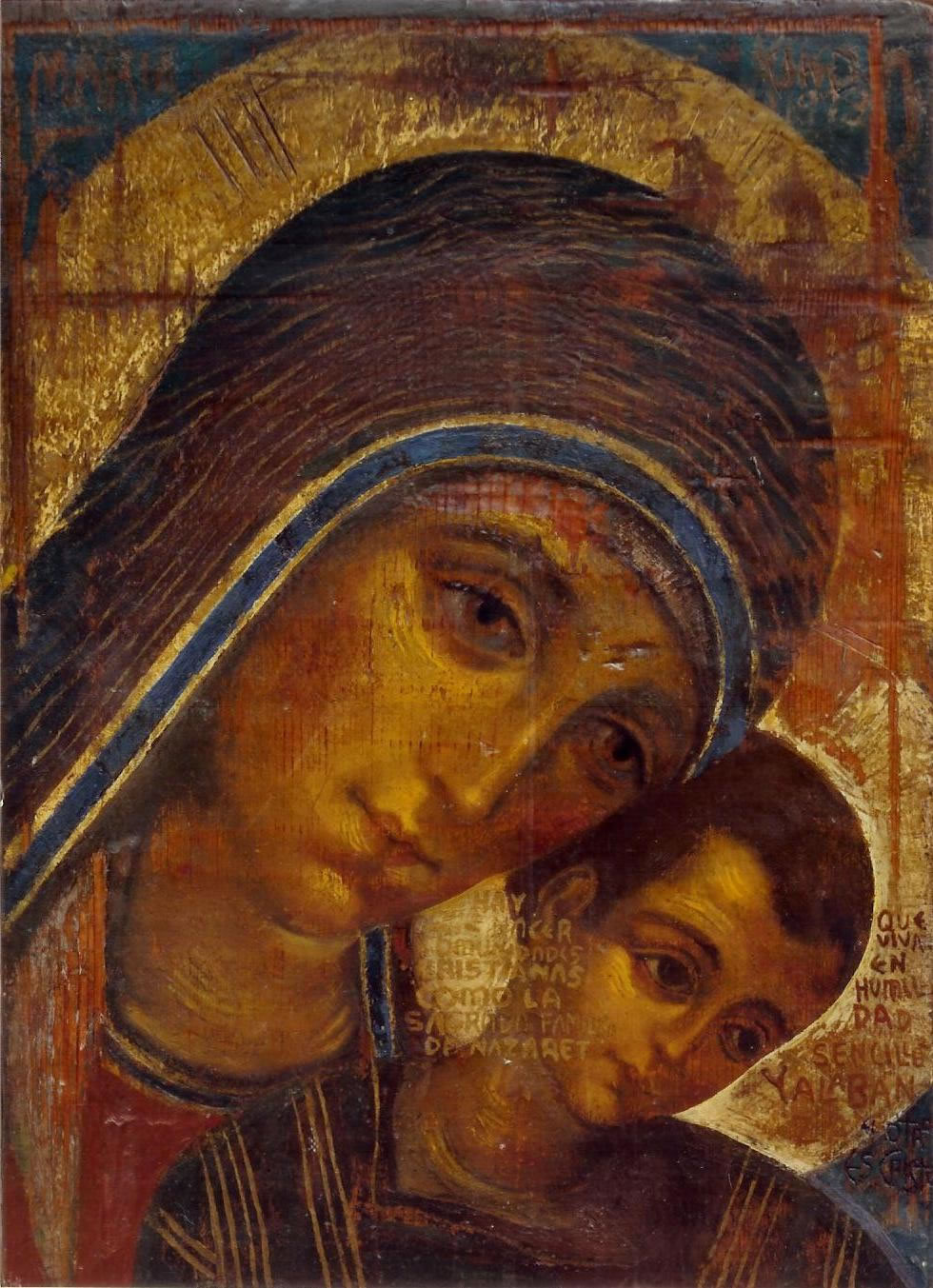
Икона девы Марии «Virgen del Camino» авторства Кико Аргуэльо

Неокатехуменат (исп. Camino Neocatecumeanl, Неокатехуменальный Путь) — движение в Римско-католической церкви или Греко-католической церкви, основанное испанцем Кико Аргуэльо и Кармен Эрнандес в 1964 году.
Устав определяет его как «итинерарий католической формации, действенный для современного общества и нынешнего времени» (ст.1 § 1), который «стоит на службе епископов и является одним из способов осуществления на епархиальном уровне христианского посвящения и непрерывного воспитания в вере» (ст.1 § 2).
Движение возникло в Испании после Второго Ватиканского Собора Римско-католической церкви как ответ на секуляризацию общества. Целью движения является возрождение в отдельных приходах общинной жизни, катехизация взрослых людей. С самого начала неокатехуменат возник как община, действующая в пригороде Мадрида среди жителей бараков Паломерас Альтас, благодаря Кико Аргуэльо (Франсиско Хосе (Кико) Гомес-Аргуэльо) и Кармен Эрнандес, которые по просьбе самих бедняков начали возвещать им Евангелие Иисуса Христа.

## Духовная практика движения
Основой и началом общины неокатехумената является небольшая группа из двух семей и нескольких членов движения, которые приглашаются местным католическим епископом и приходским священником. Катехизаторы знакомятся с прихожанами и начинают формировать из заинтересовавшихся общину неокатехуменального пути, приглашая пройти определённый цикл катехизации. Во время этого начального этапа участники знакомятся с духовностью неокатехумената, после чего совершается так называемая конвивенция (дни размышления), во время которой приглашённые должны принять решение о своём дальнейшем участии в жизни общины. Давшие согласие формируют отдельную, закрытую общину примерно из 30-40 человек, избирая ответственного за её развитие. В уже созданную общину не принимаются новые члены. Заинтересовавшиеся движением ожидают возникновения в приходе другой общины неокатехумената.
Новая община неокатехумената собирается два раза в неделю на Литургию Слова и святую мессу. Отдельной и характерной особенностью неокатехуменального пути является служение воскресной святой мессы вечером в субботу.

## Этапы Неокатехумената
1. Прекатехуменат.
- Возвещение керигмы:Начальные катехизации
- Начальная конвивенция: "Рождение Общины".
- Первый Скрутиниум
- Шема
- Второй Скрутиниум

2. Посткрещальный Катехуменат.
- Введение в молитву
- Символ Веры (Traditio Symboli и Redditio Symboli)
- Отче Наш.

3. Избрание.
- Конвивенция и Скрутиниум.
- Торжественное обновление обетов Крещения на Пасхальном Богослужении.
- Паломничество в Domus Galilaeae Святую Землю.[2]

Пронумерованы цифрами этапы, на которые делится Неокатехуменальный Путь, точками обозначены так называемые "переходы" - события, которые отмечают эволюции Общины, они могут быть короткими, как 4-дневная конвивенция (Первый Скрутиниум, Шема...) или длинными (Второй Скрутиниум, Traditio Symboli, ...), где каждая община и каждый брат получает помощь индивидуально, следуя по Пути Веры.

## Реакция
1 декабря 2005 года Конгрегация богослужения и дисциплины таинств указала Неокатехуменату на необходимость соблюдать ряд требований при совершении литургии.
11 мая 2008 года Папским советом по делам мирян в Ватикане был утвержден "Устав Неокатехуменального пути».
На 2007 год общины неокатехумената существовали примерно в 4500 приходах в 105 странах мира, а число самих общин превысило 15000.. На середину 2008 года на постсоветском пространстве существовали 104 общины.

## Источник
- Католическая Энциклопедия, т.3, изд. Францисканцев, М., 2007